# مدیر عامل اجرایی
مدیر عامل اجرایی (به انگلیسی: Chief Executive Officer) معمولاً عالی‌رتبه‌ترین مسئول اداری (اجرایی) یا رئیس عهده‌دار مدیریت تام یک شرکت سهامی، سازمان، یا یک بنگاه اقتصادی است که به هیئت مدیره گزارش می‌دهد.
به‌طور معمول یک مدیر ارشد اجرایی، چند مدیر اجرایی تابع دارد، که هر یک مسئولیت‌های کاربردی ویژهٔ خود را دارند. اعضای انجمن شامل مدیر ارشد عامل (COO)، مدیر ارشد فنی (CTO)، مدیر ارشد مالی (CFO)، مدیر ارشد بازرگانی (CCO)، مدیر ارشد بازاریابی (CMO)، مدیر ارشد فروش (CSO)، مدیر ارشد اطلاعاتی (CIO)، مدیر ارشد ارتباطات یا مدیر روابط عمومی (CCO)، مدیر ارشد اداری (CAO)، مدیر ارشد منابع انسانی (CHRO)، مدیر ارشد تدارکات (CPO) و یک مدیر ارشد آموزش (CLO).

## مسئولیت‌ها
مسئولیت‌های مدیر عامل اجرایی توسط هیئت مدیره سازمان یا قدرت‌های دیگر تعیین می‌شوند. وظیفه مدیرعامل جهت دادن به اهداف داخلی و خارجی شرکت با توجه به دیدگاه راهبردی آن شرکت است. هسته عملکرد مدیر عامل، تسهیل بازرگانی خارجی شرکت، وقتی که دیگر کارمندان و مدیران اجرائی به سوی هدفی معین حرکت می‌کنند، است.
مدیر ارشد به عنوان اداره کننده، تصمیم گیرنده، رهبر، کارفرما و اجراکننده مسئولیت‌هایی را بر عهده دارد. مدیر ارشد اجرایی می‌تواند در نقش یک برقرار کننده ارتباط با مطبوعات و سایر دنیای بیرون و نیز کارفرمایان سازمان و کارمندان عمل کند. نقش تصمیم‌گیرندگی شامل تصمیمات سطح بالا دربارهٔ سیاست و استراتژی است. مدیر ارشد اجرایی به عنوان رهبر یک شرکت به هیئت مدیره مشورت می‌دهد و کارمندان را تهییج می‌کند و به عنوان یک کارفرما عملیات روزانه شرکت را اداره می‌کند.